# Упоминки
Упоминки — податок грішми, хутрами та іншими коштовностями, які московський і польсько-шляхетський уряди в 16-17 ст. систематично давали кримському ханові, щоб, згідно з офіційною історіографією, запобігти грабіжницьким нападам кримських та ногайських татар. Московський та варшавський уряди соромилися цих виплат, особливо в пізніший час. Етимологія слова упоминки вказує, що вони сплачувалися як пам'ять про васальну залежність від Візантійської, згодом Османської імперії.
Вартість упоминків становила кілька десятків тисяч злотих. Упоминки, по суті, були замаскованою даниною. Сплату упоминків було припинено наприкінці 17 ст. у зв'язку з ослабленням Кримського ханства.